# Creccoides osbornii
Creccoides osbornii — викопний вид журавлеподібних птахів пастушкових (Rallidae), що існував в ранньому плейстоцені в Північній Америці. 

## Назва
Родова назва Creccoides з грецької мови перекладається як «схожий на деркача». Видова назва С. osbornii вшановує палеонтолога Генрі Ферфілда Осборна. 

## Історія відкриття
Вид відомий тільки з проксимального кінця лівої цівки. Фрагмент кістки був знайдений геологом Вільямом Флетчером Кумінсом, співробітником Едварда Копа, в Каньйоні Бланко в окрузі Кросбі, Техас. описаний у 1892 році Робертом Вілсоном Шуфельдт-молодшим. Шуфельдт надав докладний опис кісткового фрагмента, але не надав малюнка. Він припустив, що птах був більшим за араму. Creccoides osbornii віднесли до родини пастушкових. 
В огляді роду у 1977 році, Сторрс Лавджой Олсон висловив сумніви у правильності класифікації виду. Вказуючи на те, що Шуффельд багато разів помилявся у класифікації викопних птахів, Олсон стверджував, що цей кістковий фрагмент, ймовірно, не є цівкою. Олсон марно намагався знайти фрагмент кістки протягом кількох років, тому що він не був у жодному з великих музейних каталогів США.

## Оригінальна публікація
- Robert Wilson Shufeldt junior: Creccoides osbornii nov gen. & sp. In: Edward Drinker Cope: Proceedings of the American Philosophical Society held at Philadelphia for promoting useful knowledge, American Philosophical Society, 1892: S. 125–127